# Noapara
Noapara est une ville de l’Inde, située au nord de Calcutta au bord du fleuve Hooghly.
Sa population était de 10 819 habitants en 2011.
Le district où se situe Noapara est identifié comme l’une des zones où les eaux souterraines sont affectées par la contamination arsenicale.